# Грб Хаитија
Грб Хаитија је званични хералдички симбол карипске државе Хаити. Грб је први пут проглашен 1807. године а у садашњем облику појављује се од 1986. године.

## Опис грба
На грбу се налазе заставе Хаитија на јарболима, постављене једне изнад других, испод палме и на зеленом травњаку. Поред заставе налазе се топови. На травњаку се налазе различити предмети, као бубањ, пиштољи и сидра. Изнад палме налази се фригијска капа, симбол слободе.
Трака око грба носи мото Хаитија: L'Union Fait La Force (фр.:, „Јединство чини снагу").